# Ed Davis
Pour les articles homonymes, voir Ed Davis (gouverneur) et Davis.
Edward Adam « Ed » Davis, né le 5 juin 1989 à Washington, est un joueur américain de basket-ball, évoluant aux postes d'ailier fort et de pivot. Il mesure 2,06 m.

## Biographie

### Carrière universitaire
Ed Davis est le fils de l'ancien joueur NBA Terry Davis (en), qui disputa dix saisons (1989–2001) avec le Heat de Miami, les Mavericks de Dallas, les Nuggets de Denver et les Wizards de Washington. Après avoir passé deux années au lycée Hanover High School à Mechanicsville, en Virginie, il est recruté par l'équipe des Tar Heels de la Caroline du Nord en 2008. Ses statistiques sont de 6,7 points, 7,0 rebonds en 18 minutes par match pour sa première saison. Il se blesse au cours de sa deuxième saison en février, ce qui met un terme prématuré à sa dernière saison NCAA. Ed Davis est considéré par les recruteurs comme un marqueur prolifique. Il est également reconnu pour ses capacités au rebond et au contre.

### Carrière professionnelle

#### Raptors de Toronto (2010-jan. 2013)
Le 24 juin 2010, il est sélectionné au 13e rang de la draft 2010 par les Raptors de Toronto. Le 6 juillet 2010, Davis signe son contrat avec les Raptors.

#### Grizzlies de Memphis (jan. 2013 - 2014)
En janvier 2013, il est impliqué dans l'échange envoyant Rudy Gay aux Raptors où Ed arrive aux Grizzlies de Memphis avec Tayshaun Prince et Austin Daye des Pistons de Détroit.
À la fin de la saison 2013-2014, les Grizzlies décident de laisser Davis libre de s'engager avec une autre équipe.

#### Lakers de Los Angeles (2014-2015)
Le 16 juillet 2014, il s'engage pour deux ans avec les Lakers de Los Angeles.

#### Trail Blazers de Portland (2015-2018)
Le 9 juillet 2015, devenu agent libre, il signe un contrat de 20 millions de Dollars sur 3 ans avec les Trail Blazers de Portland.

#### Nets de Brooklyn (2018-2019)
Le 23 juillet 2018, il signe un contrat ave les Nets de Brooklyn.

#### Jazz de l'Utah (2019-2020)
Le 1er juillet 2019, il s'engage pour deux saisons avec le Jazz de l'Utah.

#### Timberwolves du Minnesota (2020-2021)
Le 20 novembre 2020, il est échangé aux Knicks de New York. Deux jours plus tard, il est à nouveau échangé, cette fois-ci aux Timberwolves du Minnesota.

#### Cavaliers de Cleveland (2021-2022)
En octobre 2021, il signe un contrat d'un an en faveur des Cavaliers de Cleveland.

## Statistiques

### Universitaires
Les statistiques en matchs universitaires d'Ed Davis sont les suivantes :
| Saison    | Équipe           | Matchs | Titul. | Min./m | % Tir | % 3pts | % LF | Rbds/m. | Pass/m. | Int/m. | Ctr/m. | Pts/m. |
| --------- | ---------------- | ------ | ------ | ------ | ----- | ------ | ---- | ------- | ------- | ------ | ------ | ------ |
| 2008-2009 | Caroline du Nord | 38     | 2      | 19,0   | 51,5  | 0,0    | 57,3 | 6,71    | 0,58    | 0,37   | 1,74   | 6,76   |
| 2009-2010 | Caroline du Nord | 24     | 23     | 26,9   | 57,8  | 0,0    | 65,9 | 9,17    | 0,92    | 0,42   | 2,67   | 12,88  |
| Total     | Total            | 62     | 25     | 22,0   | 54,6  | 0,0    | 62,3 | 7,66    | 0,71    | 0,39   | 2,10   | 9,13   |

### Professionnelles
gras = ses meilleures performances

#### Saison régulière
| Saison    | Équipe      | Matchs | Titul. | Min./m | % Tir | % 3pts | % LF | Rbds/m. | Pass/m. | Int/m. | Ctr/m. | Pts/m. |
| --------- | ----------- | ------ | ------ | ------ | ----- | ------ | ---- | ------- | ------- | ------ | ------ | ------ |
| 2010-2011 | Toronto     | 65     | 17     | 24,6   | 57,6  | 0,0    | 55,5 | 7,11    | 0,62    | 0,60   | 1,03   | 7,71   |
| 2011-2012 | Toronto     | 66     | 9      | 23,2   | 51,3  | 0,0    | 67,0 | 6,-4    | 0,91    | 0,61   | 0,95   | 6,29   |
| 2012-2013 | Toronto     | 45     | 24     | 24,2   | 54,9  | 0,0    | 64,7 | 6,67    | 1,22    | 0,56   | 0,84   | 9,73   |
| 2012-2013 | Memphis     | 36     | 4      | 15,1   | 51,7  | 0,0    | 56,9 | 4,44    | 0,22    | 0,36   | 1,31   | 5,14   |
| 2013-2014 | Memphis     | 63     | 4      | 15,2   | 53,4  | 0,0    | 52,8 | 4,13    | 0,43    | 0,27   | 0,68   | 5,67   |
| 2014-2015 | L.A. Lakers | 79     | 24     | 23,3   | 60,1  | 0,0    | 48,7 | 7,59    | 1,19    | 0,62   | 1,24   | 8,30   |
| 2015-2016 | Portland    | 81     | 0      | 20,8   | 61,1  | 0,0    | 55,9 | 7,40    | 1,09    | 0,70   | 0,89   | 6,49   |
| 2016-2017 | Portland    | 46     | 12     | 17,2   | 52,8  | 0,0    | 61,7 | 5,30    | 0,57    | 0,33   | 0,48   | 4,35   |
| 2017-2018 | Portland    | 78     | 0      | 18,9   | 58,2  | 0,0    | 66,7 | 7,37    | 0,51    | 0,41   | 0,67   | 5,31   |
| 2018-2019 | Brooklyn    | 81     | 1      | 17,9   | 61,6  | 0,0    | 61,7 | 8,57    | 0,75    | 0,43   | 0,41   | 5,83   |
| 2019-2020 | Utah        | 28     | 1      | 10,8   | 47,8  | 0,0    | 50,0 | 3,75    | 0,43    | 0,39   | 0,32   | 1,82   |
| 2020-2021 | Minnesota   | 23     | 7      | 13,0   | 43,2  | 0,0    | 83,3 | 5,00    | 0,91    | 0,57   | 0,57   | 2,09   |
| Carrière  | Carrière    | 691    | 103    | 19,6   | 56,6  | 0,0    | 58,5 | 6,59    | 0,77    | 0,50   | 0,81   | 6,17   |

#### Playoffs
| Saison   | Équipe   | Matchs | Titul. | Min./m | % Tir | % 3pts | % LF  | Rbds/m. | Pass/m. | Int/m. | Ctr/m. | Pts/m. |
| -------- | -------- | ------ | ------ | ------ | ----- | ------ | ----- | ------- | ------- | ------ | ------ | ------ |
| 2013     | Memphis  | 8      | 0      | 6,0    | 41,7  | 0,0    | 75,0  | 1,38    | 0,00    | 0,00   | 0,12   | 1,62   |
| 2014     | Memphis  | 7      | 0      | 3,6    | 30,0  | 0,0    | 0,0   | 2,14    | 0,00    | 0,14   | 0,43   | 0,86   |
| 2016     | Portland | 11     | 0      | 18,6   | 52,5  | 0,0    | 57,6  | 6,82    | 1,27    | 0,18   | 0,64   | 5,55   |
| 2018     | Portland | 4      | 0      | 17,7   | 50,0  | 0,0    | 25,0  | 8,00    | 0,00    | 0,00   | 0,25   | 2,75   |
| 2019     | Brooklyn | 3      | 0      | 13,6   | 70,0  | 0,0    | 100,0 | 6,33    | 0,67    | 0,00   | 0,33   | 5,33   |
| Carrière | Carrière | 33     | 0      | 11,8   | 50,0  | 0,0    | 56,8  | 4,61    | 0,48    | 0,09   | 0,39   | 3,24   |

## Records sur une rencontre en NBA
Les records personnels d'Ed Davis en NBA sont les suivants, :
| Type de statistique        | Saison régulière | Saison régulière           | Saison régulière | Playoffs | Playoffs                   | Playoffs      |
| Type de statistique        | Record           | Adversaire                 | Date             | Record   | Adversaire                 | Date          |
| -------------------------- | ---------------- | -------------------------- | ---------------- | -------- | -------------------------- | ------------- |
| Points                     | 24               | 2 fois                     | 2 fois           | 12       | @ 76ers de Philadelphie    | 13 avril 2019 |
| Paniers marqués            | 11               | Nets de Brooklyn           | 12 décembre 2012 | 5        | 2 fois                     | 2 fois        |
| Paniers tentés             | 15               | 2 fois                     | 2 fois           | 8        | Clippers de Los Angeles    | 25 avril 2016 |
| Paniers à 3 points réussis | -                | -                          | -                | -        | -                          | -             |
| Paniers à 3 points tentés  | 1                | 4 fois                     | 4 fois           | 1        | 2 fois                     | 2 fois        |
| Lancers francs réussis     | 8                | 3 fois                     | 3 fois           | 6        | @ Warriors de Golden State | 11 mai 2016   |
| Lancers francs tentés      | 12               | @ Warriors de Golden State | 25 mars 2011     | 8        | 2 fois                     | 2 fois        |
| Rebonds offensifs          | 10               | Clippers de Los Angeles    | 20 novembre 2015 | 6        | Clippers de Los Angeles    | 25 avril 2016 |
| Rebonds défensifs          | 14               | Kings de Sacramento        | 21 janvier 2019  | 13       | @ 76ers de Philadelphie    | 13 avril 2019 |
| Rebonds totaux             | 20               | @ Bucks de Milwaukee       | 4 février 2015   | 16       | @ 76ers de Philadelphie    | 13 avril 2019 |
| Passes décisives           | 6                | @ 76ers de Philadelphie    | 18 janvier 2013  | 4        | Clippers de Los Angeles    | 25 avril 2016 |
| Interceptions              | 3                | 16 fois                    | 16 fois          | 1        | 3 fois                     | 3 fois        |
| Contres                    | 5                | 4 fois                     | 4 fois           | 3        | @ Warriors de Golden State | 11 mai 2016   |
| Balles perdues             | 4                | 5 fois                     | 5 fois           | 2        | 4 fois                     | 4 fois        |
| Minutes jouées             | 45               | Nets de Brooklyn           | 12 décembre 2012 | 30       | Warriors de Golden State   | 7 mai 2016    |

- Double-double : 62 (dont 1 en playoffs)
- Triple-double : 0

Dernière mise à jour : 16 août 2022

## Salaires
| Année       | Équipe                    | Salaire      |
| ----------- | ------------------------- | ------------ |
| 2010-2011   | Raptors de Toronto        | 1 919 160 $  |
| 2011-2012*  | Raptors de Toronto        | 2 063 040 $  |
| 2012-2013   | Grizzlies de Memphis      | 2 207 040 $  |
| 2013-2014   | Grizzlies de Memphis      | 3 153 860 $  |
| 2014-2015   | Lakers de Los Angeles     | 981 084 $    |
| 2015-2016   | Trail Blazers de Portland | 7 000 000 $  |
| 2016-2017   | Trail Blazers de Portland | 6 666 667 $  |
| 2017-2018   | Trail Blazers de Portland | 6 352 531 $  |
| 2018-2019   | Nets de Brooklyn          | 4 449 000 $  |
| 2019-2020   | Jazz de l'Utah            | 4 767 000 $  |
| Total Gains | Total Gains               | 39 559 382 $ |
| 2020-2021   | Knicks de New York        | 5 005 350 $  |

Note : * En 2011, le salaire moyen d'un joueur évoluant en NBA est de 5 150 000 $.